# Larinia tyloridia
Larinia tyloridia là một loài nhện trong họ Araneidae.
Loài này thuộc chi Larinia. Larinia tyloridia được miêu tả năm 1975 bởi Patel.